# 小索爾施泰因山

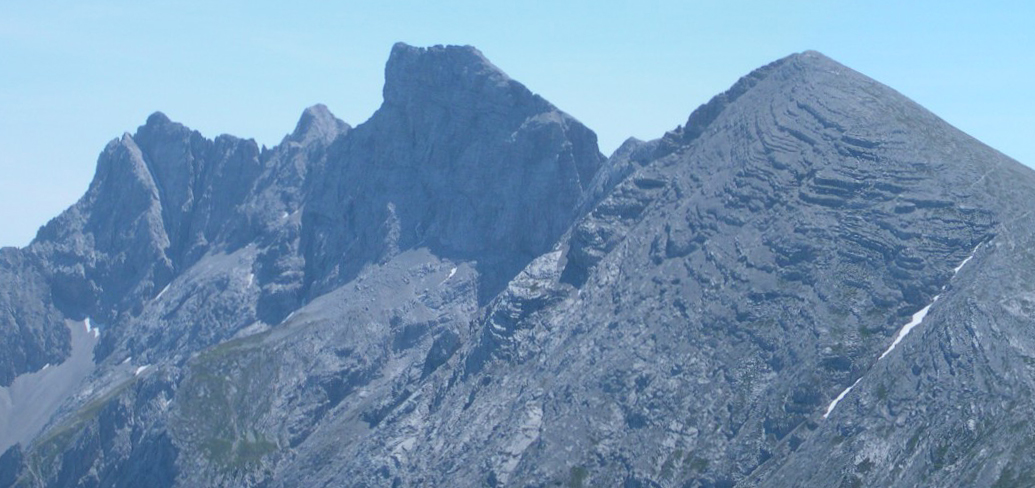

47°18′07″N 11°19′27″E / 47.30194°N 11.32417°E
小索爾施泰因山（德語：Kleiner Solstein），是奧地利的山峰，位於該國西部，由蒂羅爾州負責管轄，屬於卡爾文德爾山脈的一部分，海拔高度2,637米，每年平均降雨量1,666毫米，人類在1867年首次登頂。